# 彼得·切雷什尼亚克
彼得·切雷什尼亚克（1993年1月26日—），斯洛伐克男子冰球运动员。他曾代表斯洛伐克参加2018年和2022年冬季奥林匹克运动会冰球比赛，其中2022年冬季奥运会获得一枚铜牌。